# کیروف (ساموخ)
کیروف (به لاتین: Kirov) یک منطقه مسکونی در جمهوری آذربایجان است که در شهرستان ساموخ واقع شده است.